# Аус, Райнер
Райнер Аус (эст. Rainer Aus, род. 14 апреля 1987) — эстонский автогонщик. Выступал в чемпионате Европы по ралли в 2014-2016 годах, приходил третьим на родном, эстонском, этапе турнира.
Также выступал в чемпионате Эстонии, завоёвывал чемпионские титулы в 2005 (молодёжный и группа 4), а также 2007 и 2012 годах (по группе 4 и в общем зачёте), где его тренировал советский гонщик Велло Ыунпуу.